# Cristina Lenardon
Cristina Lenardon (* 21. März 1989 in Jesi) ist eine italienische Handballspielerin. Sie ist sowohl im Hallenhandball wie auch in der Variante Beachhandball italienische Nationalspielerin.
Lenardon ist von Beruf Juristin. Sie ist gewähltes Mitglied der Athleten-Kommission, wo sie sich insbesondere um die Gleichstellung von Frauen und Männer kümmert.

## Hallenhandball
Lenardon begann ihre Karriere beim Erstligaverein (Seria A1) G.S. Ariosto Pallamano Ferrara. 2010 wechselte sie zum Ligakonkurrenten Comitel Vigasio. In dieser Zeit wurde Lenardon auch Nationalspielerin Italiens. Nachdem Vigasio 2011 aus der ersten Liga abgestiegen war, wechselte sie wie die übrigen Nationalspielerinnen zum Perspektivteam Esercito-FIGH Futura Roma, das zunächst außer Konkurrenz in der ersten Liga spielte, danach in der ersten Liga Sloweniens und gegen andere Mannschaften des Balkans. Ziel war die Qualifikation für die Olympischen Sommerspiele 2016 in Rio de Janeiro, die jedoch verpasst wurde. Lenardon verließ das Perspektivteam schon nach zwei Jahren und wechselte 2013 zu Polisportiva Cingoli.
Mit der Nationalmannschaft belegte Lenardon bei den Mittelmeerspielen 2013 den achten Platz. Mit Ferrara, Vigasio und dem Futura-Team nahm sie insgesamt vier Mal an Wettbewerben des Europapokals teil, ohne jedoch nennenswerte Ergebnisse zu erreichen; bestes Ergebnis war das Erreichen des Viertelfinales mit Vigasio im EHF Challenge Cup in der Saison 2010/11.

## Beachhandball

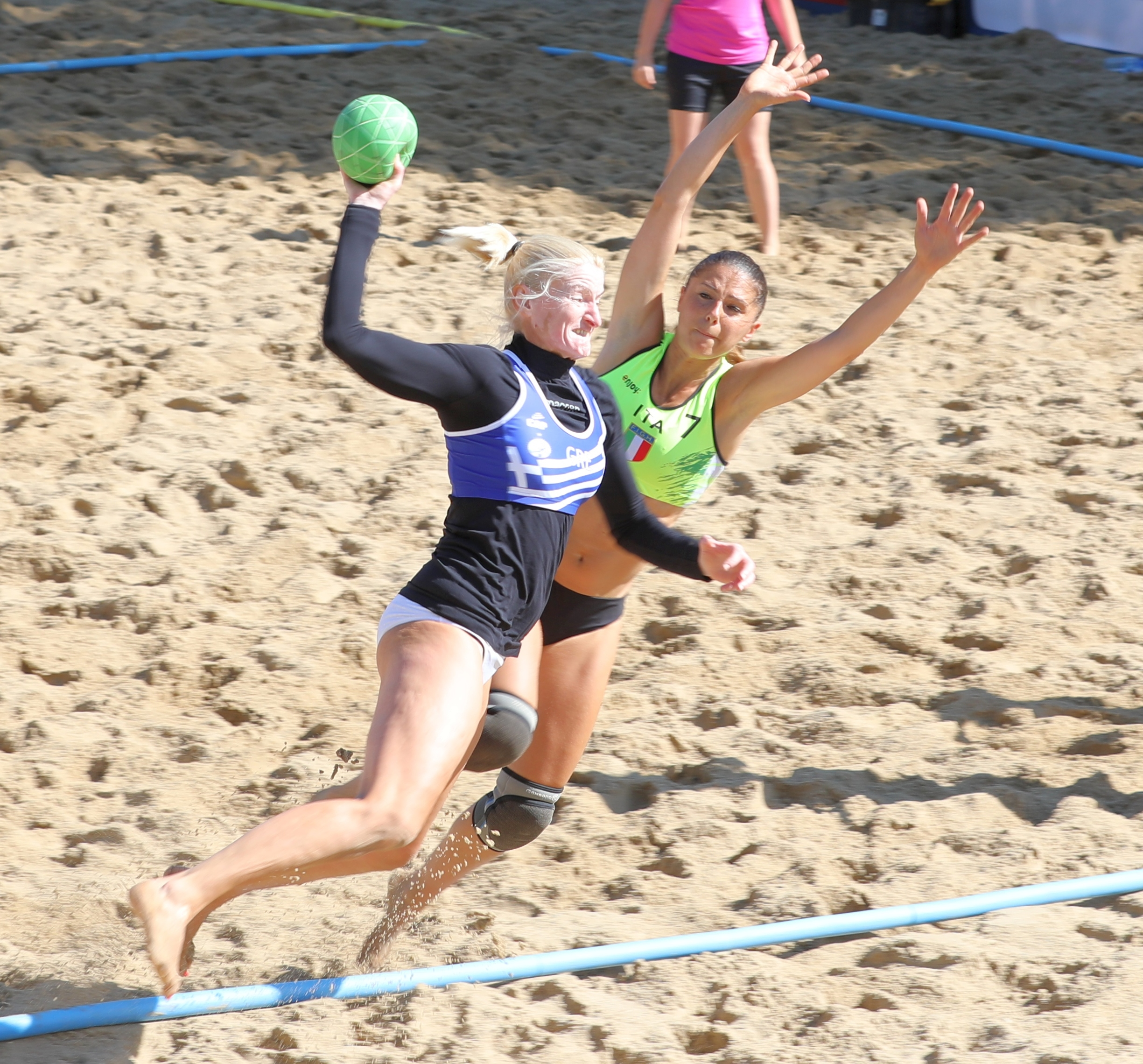
Lenardon verteidigt im Vorrundenspiel der EM 2019 gegen die Griechin Vasiliki Skara

Im Beachhandball nahm Lenardon erstmals bei den Europameisterschaften 2013 in Randers, Dänemark an einem internationalen Turnier teil und wurde mit der Auswahl Italiens Fünfte. Vier Jahre später erreichte sie mit ihrer Mannschaft am Jarun-See bei Zagreb den elften Platz von 15 Mannschaften. Ähnlich schwach verliefen auch die Europameisterschaften 2019 im polnischen Stare Jabłonki, wo Lenardon mit Italien den 14. Platz unter 20 Mannschaften belegte. Als Defensivspielerin kam sie in allen zehn Spielen zum Einsatz und erzielte dabei vier Punkte.